# Luisium

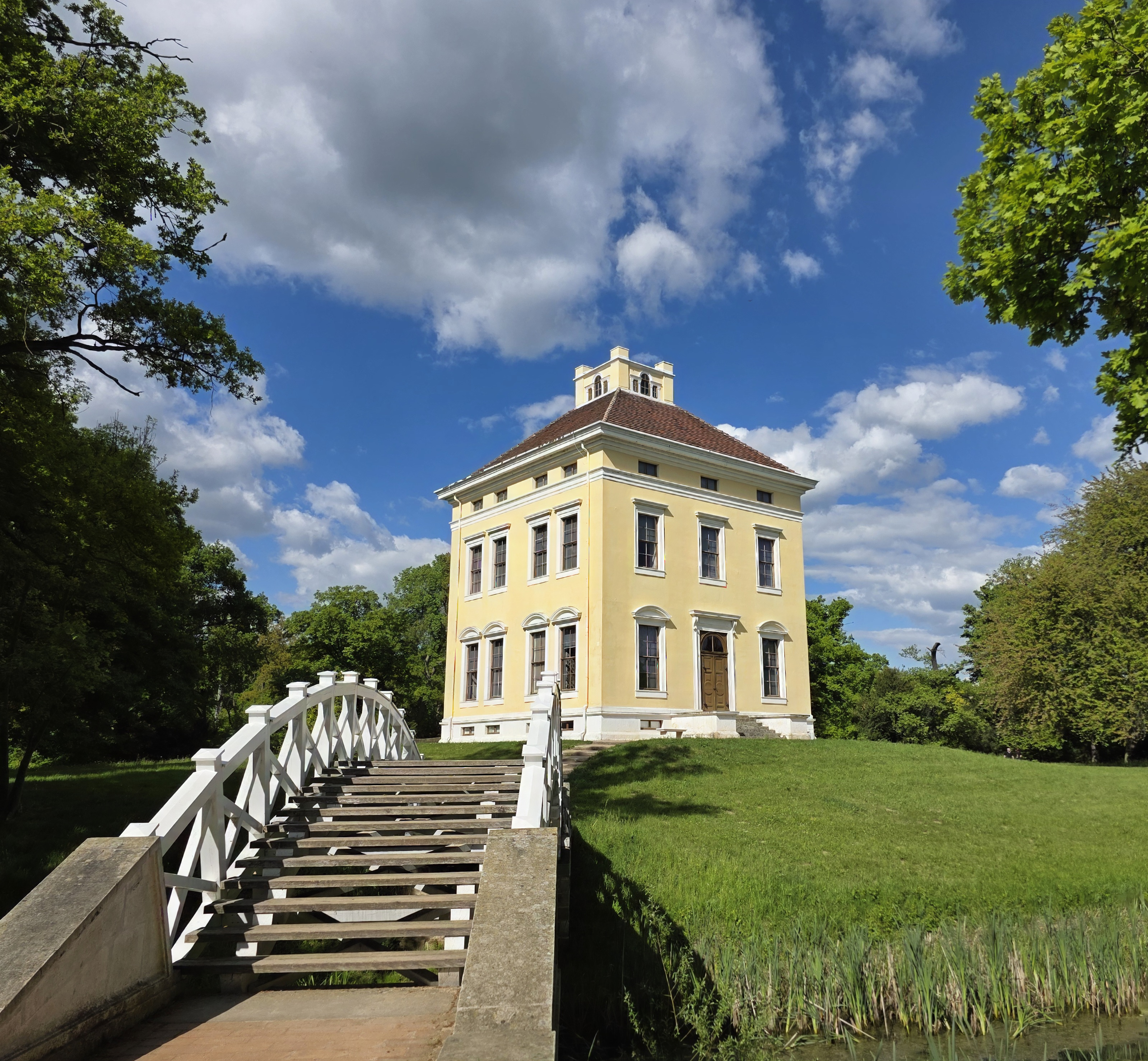
Schloss Luisium

Luisium bezeichnet ein Schloss und eine Parkanlage im östlich des Stadtzentrums der anhaltischen Stadt Dessau-Roßlau gelegenen Ortsteil Waldersee. Es ist wie die Wörlitzer Anlagen Teil des Dessau-Wörlitzer Gartenreichs, das auf der Liste des Welterbes der Menschheit der UNESCO steht.

## Geschichte

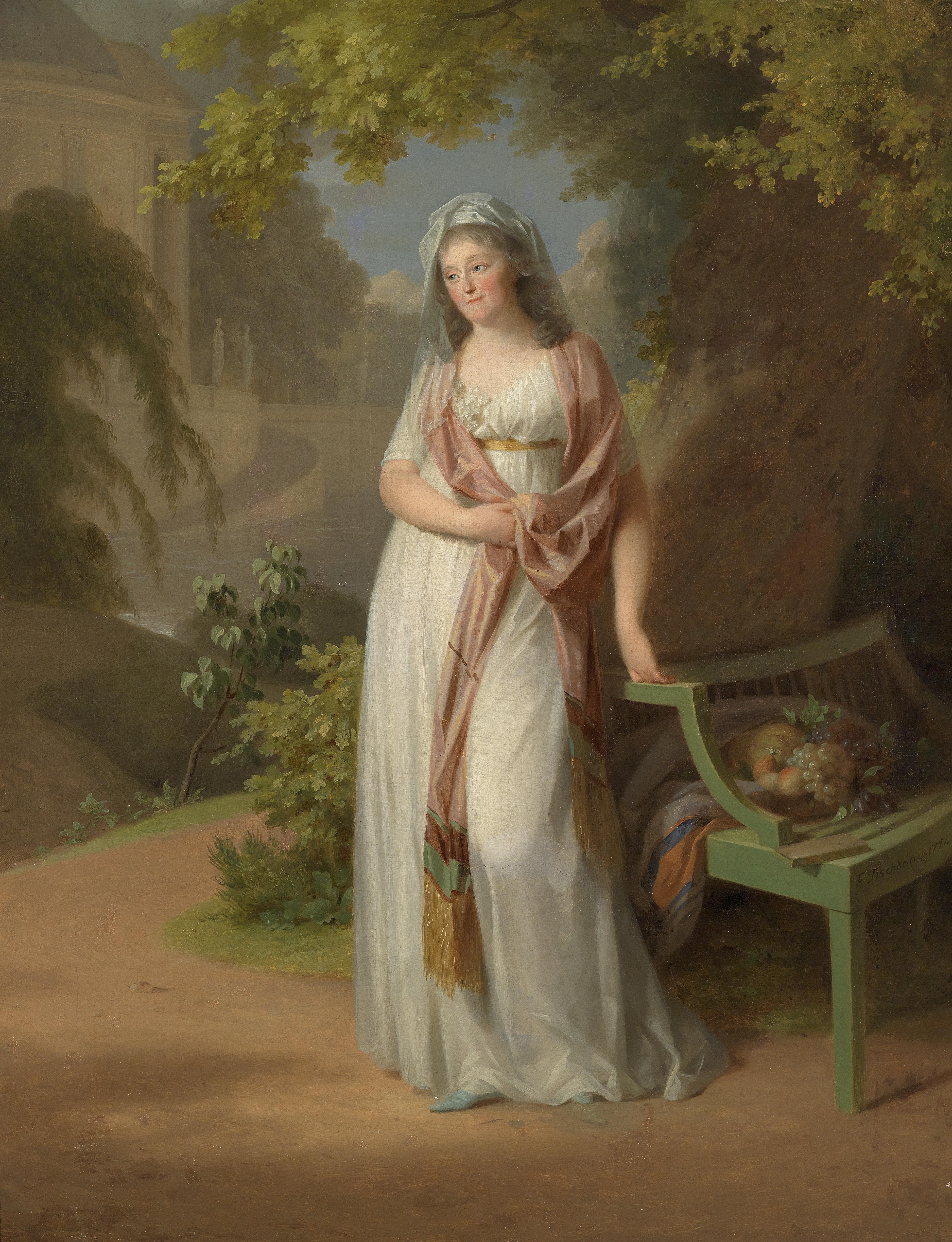
Fürstin Luise von Anhalt-Dessau, Gemälde von Johann Friedrich August Tischbein (1794)

Schloss und Garten Luisium entstanden zwischen 1774 und 1778 als Geschenk für die Fürstin Luise von Brandenburg-Schwedt, der Gemahlin des Fürsten Leopold III. Friedrich Franz von Anhalt-Dessau, und sollte der Fürstin als Witwensitz dienen. Der Vorgänger der Gartenanlage war ein Park im Stile des Barock, der sogenannte Vogelherd, wo Fürst Franz in seiner Jugendzeit bereits ein zweigeschossiges Schloss besaß.
An Stelle des barocken Parks und seiner Gebäude wurde ein englischer Garten mit klassizistischen und neugotischen Architekturen angelegt. Seit 1780 ist der Name Luisium nach der Fürstin in Gebrauch. Neben dem Luisium und dem Schloss Wörlitz bewohnte Luise vorwiegend das Graue Haus im Wörlitzer Park. 1811 starb sie im Residenzschloss Dessau. Fürst Franz, auch Vater Franz genannt, verstarb am 9. August 1817, zehn Tage nach einem Reitunfall, im Luisium.
Nicht alle Gebäude sind noch bis in die heutige Zeit erhalten geblieben. Vor allem Gewächs- und Treibhäuser wurden im 19. Jahrhundert beseitigt. Nach der Wiedervereinigung Deutschlands 1990 wurde der Garten erneuert. Das Schloss Luisium war für Besucher 20 Jahre nicht zugänglich. Es konnte am 24. September 1998, dem Geburtstag der Fürstin, nach aufwendigen Restaurierungsarbeiten wieder eröffnet werden.

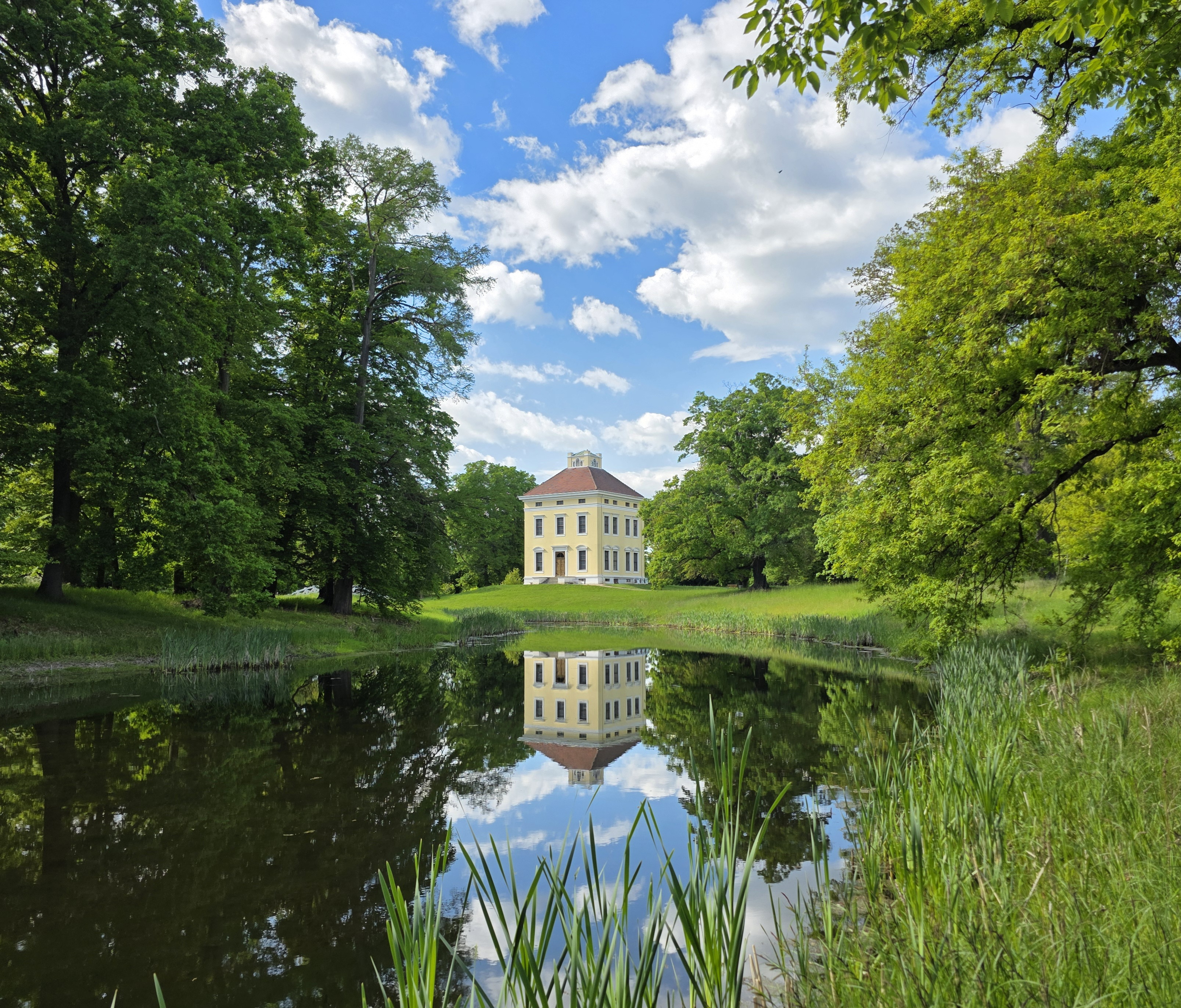
Schloss Luisium von der Seeseite

Die Inneneinrichtung musste aus verschiedenen Sammlungsorten wieder zusammengestellt werden. Das Mobiliar stammt aus der Erbauungszeit oder wurde originalgetreu nachgebildet. Die Tapeten sind nach historischen Vorbildern gewebt worden. Schloss und Park Luisium gehören seither zu den Höhepunkten des Dessau-Wörlitzer Gartenreichs. Der Garten ist frei zugänglich. Das Schloss kann kostenpflichtig im Rahmen einer Führung besichtigt werden.

## Schloss

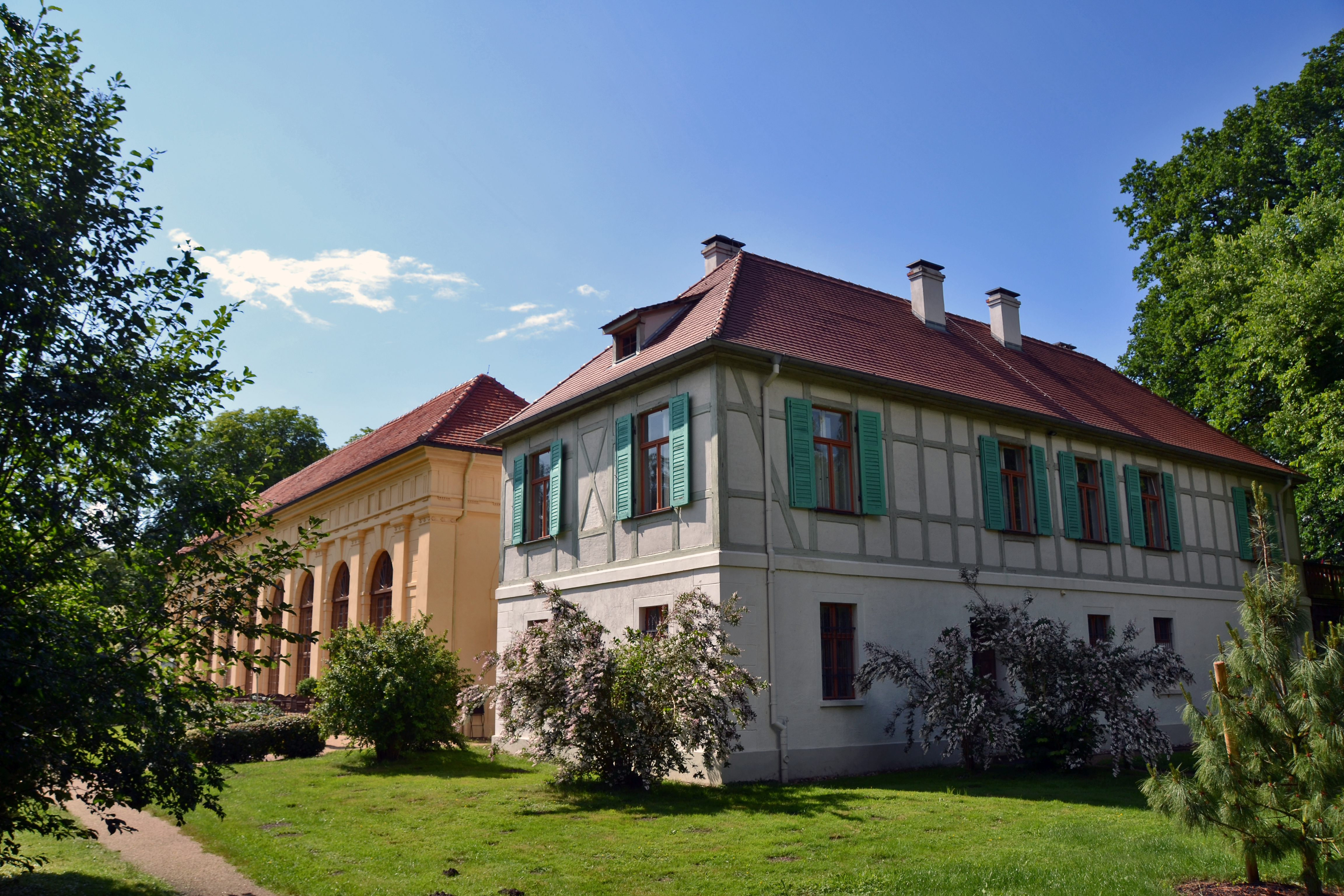
Wirtschaftshof mit Orangerie

Das von Friedrich Wilhelm von Erdmannsdorff entworfene klassizistische Landhaus ist äußerlich besonders schlicht und edel in der Form. Der würfelförmige Backsteinputzbau hat eine Seitenlänge von 12 Metern und wird von einem Pyramidendach mit Belvedere bedeckt. Eine siebenstufige Sandsteintreppe führt zum südlichen Hauptportal. An der Nordseite befindet sich eine Anfahrt für Kutschen. Das Gebäude besitzt ein Kellergeschoss – das Souterrain.
Im Erdgeschoss des Gebäudes befindet sich ein Festsaal mit sehenswerten Reliefs, Malereien und dunkelgrünen Stuckmarmorpilastern. Der Festsaal wirkt schwer und streng im Gegensatz zu den kleineren Räumen im Obergeschoss, diese sind durch Stuck und Malereien sehr stimmungsvoll, heiter und elegant gestaltet.
Das Spiegelkabinett soll durch die Reflexion der Gartenlandschaft wie eine Gartenlaube wirken. Die Spiegel stammen aus dem 18. Jahrhundert und wurden speziell für die Rekonstruktion des Raumes erworben.
Des Weiteren sind im Schloss die Bibliothek, das Rote Kabinett, das Gemäldekabinett, das Graphische Kabinett und das Pompejanische Kabinett im 1. Obergeschoss und die Eingangshalle sowie das Gesellschaftszimmer im Erdgeschoss zu besichtigen.
Nur im Rahmen von Sonderführungen ist das 2. Obergeschoss (Zwischengeschoss), das Mezzanin zu sehen.

## Gartenanlage

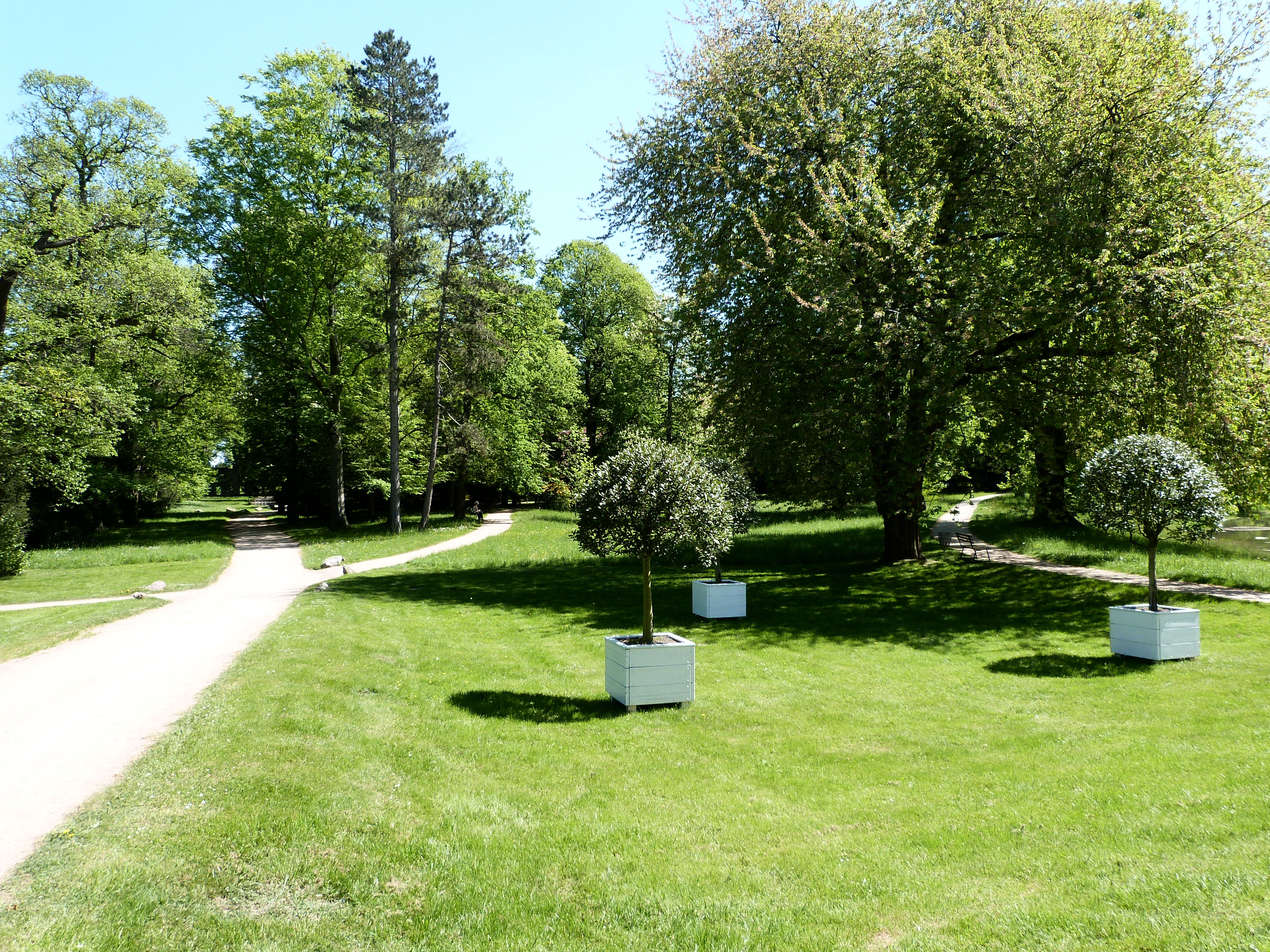
Gartenlandschaft

Im 14 Hektar großen englischen Landschaftsgarten wirken die Bilder vertrauter und intimer als in den anderen Wörlitzer Anlagen, obwohl er im Gegensatz zu den Englischen Gärten der Umgebung äußerst strukturiert ist.
Charakteristisch für die Gestaltung des Gartens sind die vom Schloss aus weit in die Landschaft und zur ehemaligen Stuterei sich erstreckenden Sichtachsen. Noch im 19. Jahrhundert bestanden zwei separate Gartenteile, der Wirtschaftsbereich und der eigentliche Park.
Eingebettet in drei vor Hochwasser schützende Erdwälle, wird der Garten durch Plastiken und verschiedene Bauwerke belebt.
Die unmittelbar neben dem Schloss gelegene „Weiße Brücke“ oder Palladiobrücke, eine erstmals 1776 erwähnte Holzkonstruktion, ist eng verwandt mit der aus Wörlitz bekannten Version. Auf Grund der 2013 erlittenen  Hochwasserschäden wurde sie 2017 neu errichtet.
In der Nähe der Skulptur Das verschleierte Bild zu Sais von 1785 befindet sich der künstlich angelegte römische Ruinenbogen aus dem gleichen Jahr. Ebenfalls aus dem Jahr 1785 stammt der Pegasusbrunnen, eine ehemalige Wasserpumpe zur Versorgung eines heute nicht mehr vorhandenen Blumengartens. Am Osteingang des Gartens befinden sich zwei neogotische Torhäuser. Beide Pavillons wurden 1816 errichtet. Das Schlangenhaus, ein neugotischer Gartenpavillon, entstand um 1800. Das Blumengartenhaus, Eulenhaus genannt, wird heute auch für kleine Konzerte genutzt.
Der Wirtschaftshof des Luisiums ist eine offene Vierflügelanlage in Fachwerkbauweise, die vermutlich bereits um 1750 entstanden ist. Das Geviert schließt nach Süden hin die Orangerie ab.
Die Gartenanlage verfügt über eine bemerkenswerte Artenvielfalt der Flora und Fauna. Insbesondere sind die vielen Altbäume, wie Weymouths- und Schwarzkiefern, Lärchen, Eiben, Tulpenbäume, Eichen sowie Edelkastanien dendrologisch bedeutsam.

## Gestüt

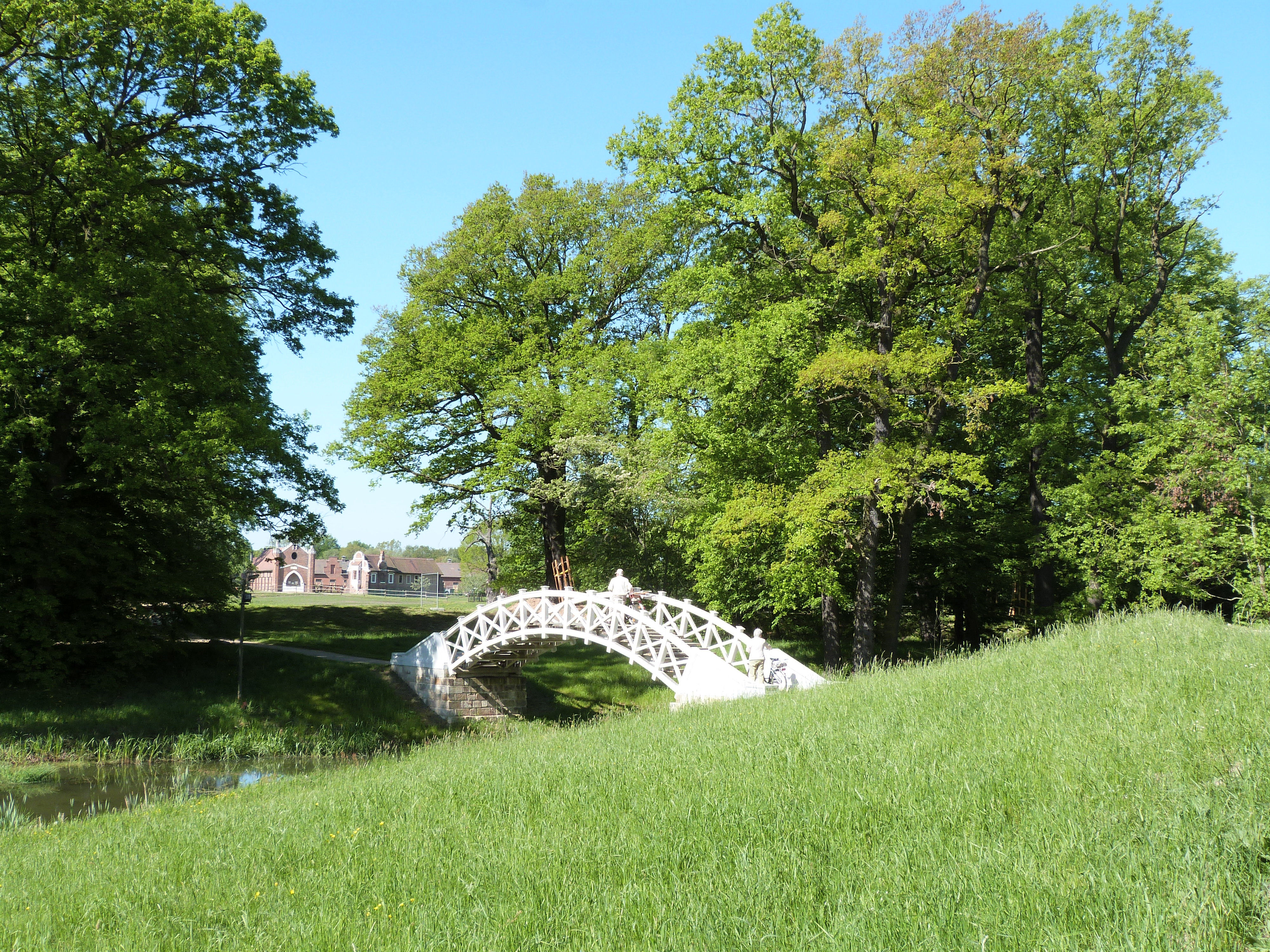
Weiße Brücke am Schloss – im Hintergrund das neugotische Gestüt

Besonders reizvoll sind vom Brückenscheitel der Weißen Brücke die Ausblicke zum neugotischen Gestüt, früher Fohlenweide genannt, am westlichen Begrenzungswall. Hier schweift der Blick über ausgedehnte Weideflächen mit Schafen, Kühen und Ziegen. Wegen der starren Struktur auf der einen und der Auflockerung durch die Tiere auf der anderen Seite wurde dieser neue Gartenstil damals auch als Deutscher Garten bezeichnet.
Das Gestüt wurde zwischen 1779 und 1781 auf einer Fläche von 16 Hektar errichtet. Die Gestütsgebäude umschließen einen rechteckigen Hof, zu dem die Einfahrt an der Richtung Luisium zeigenden Ecke möglich ist. Die Schaugiebel der die Öffnung flankierenden Gebäude weisen Richtung Luisium. An der Fassade, deren Giebel ein sich bäumendes Pferd schmückt, ist ein Tränkebrunnen in Form eines Sarkophags eingelassen, den zwei Löwenköpfe als Wasserspeier schmücken.

## Bildergalerie

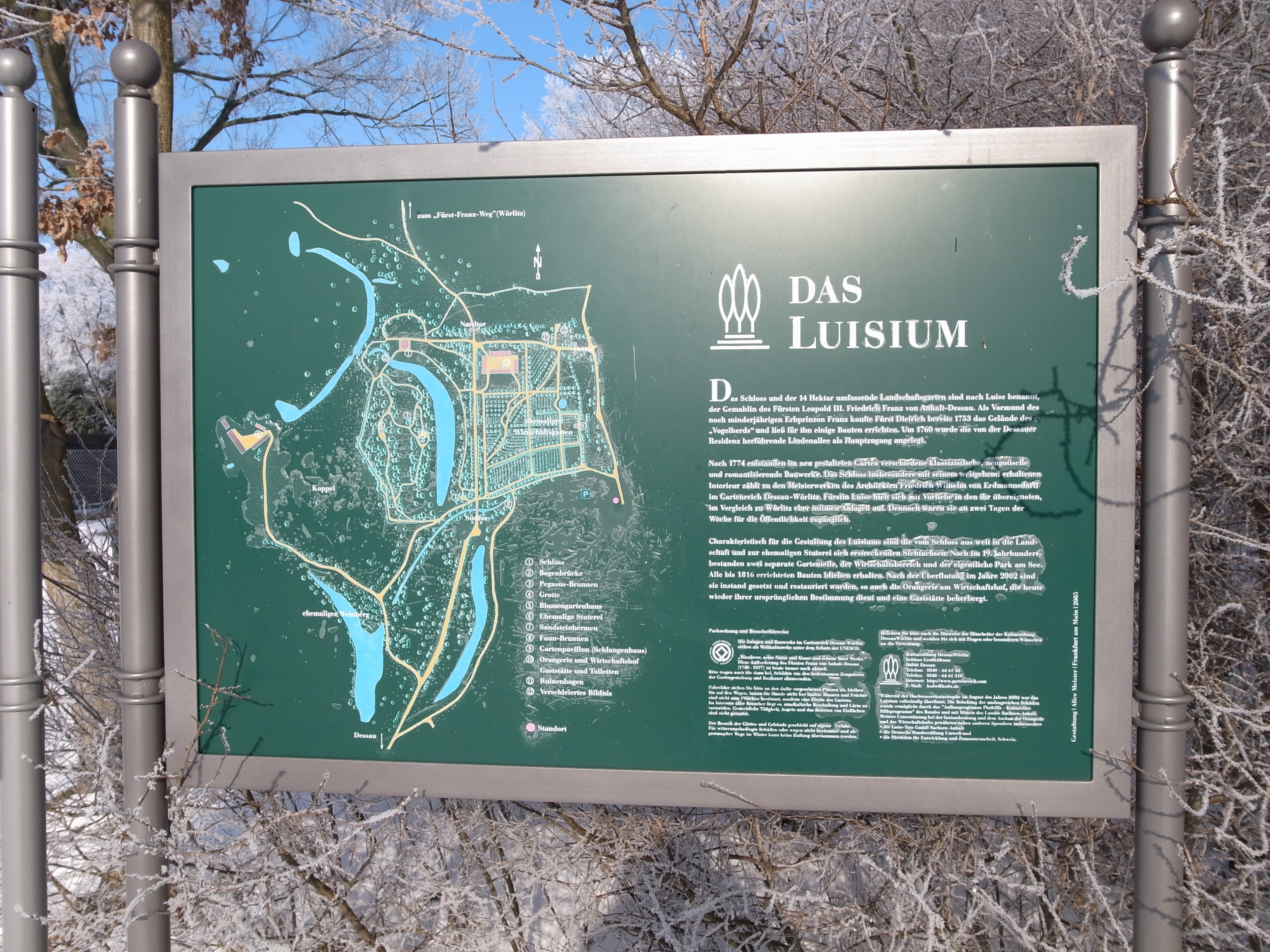
Parkplan
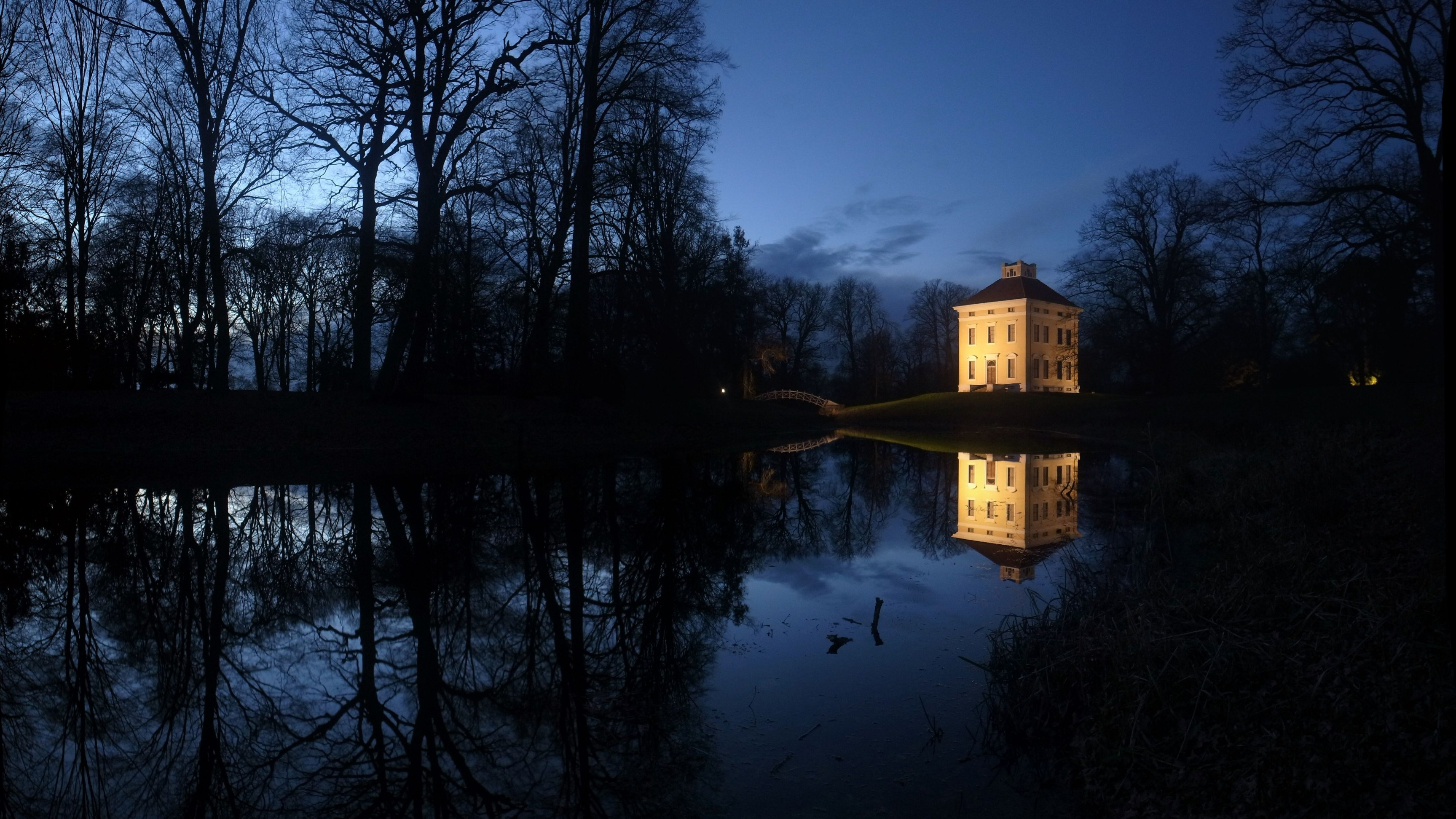
Schloss Luisium
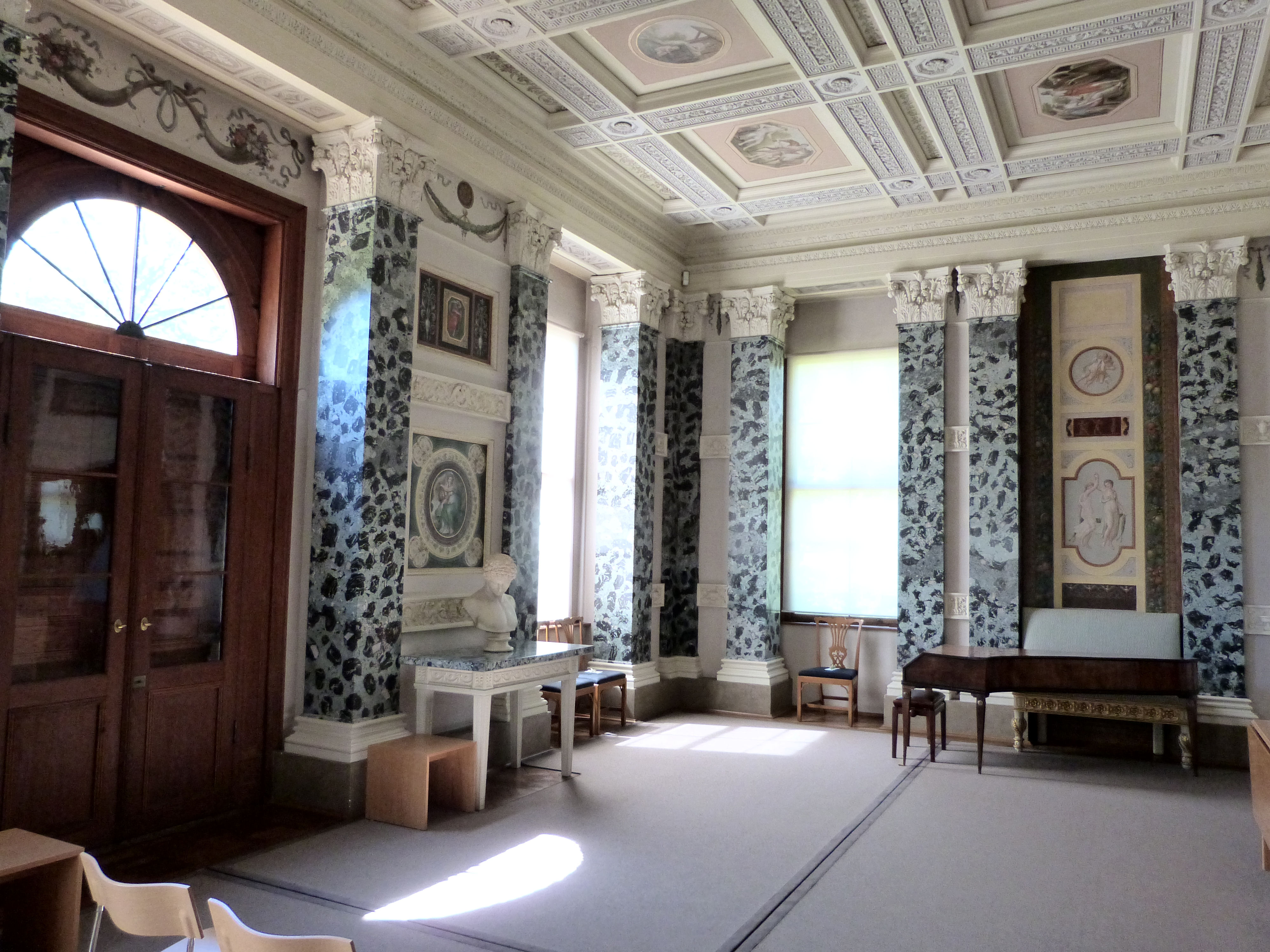
Festsaal
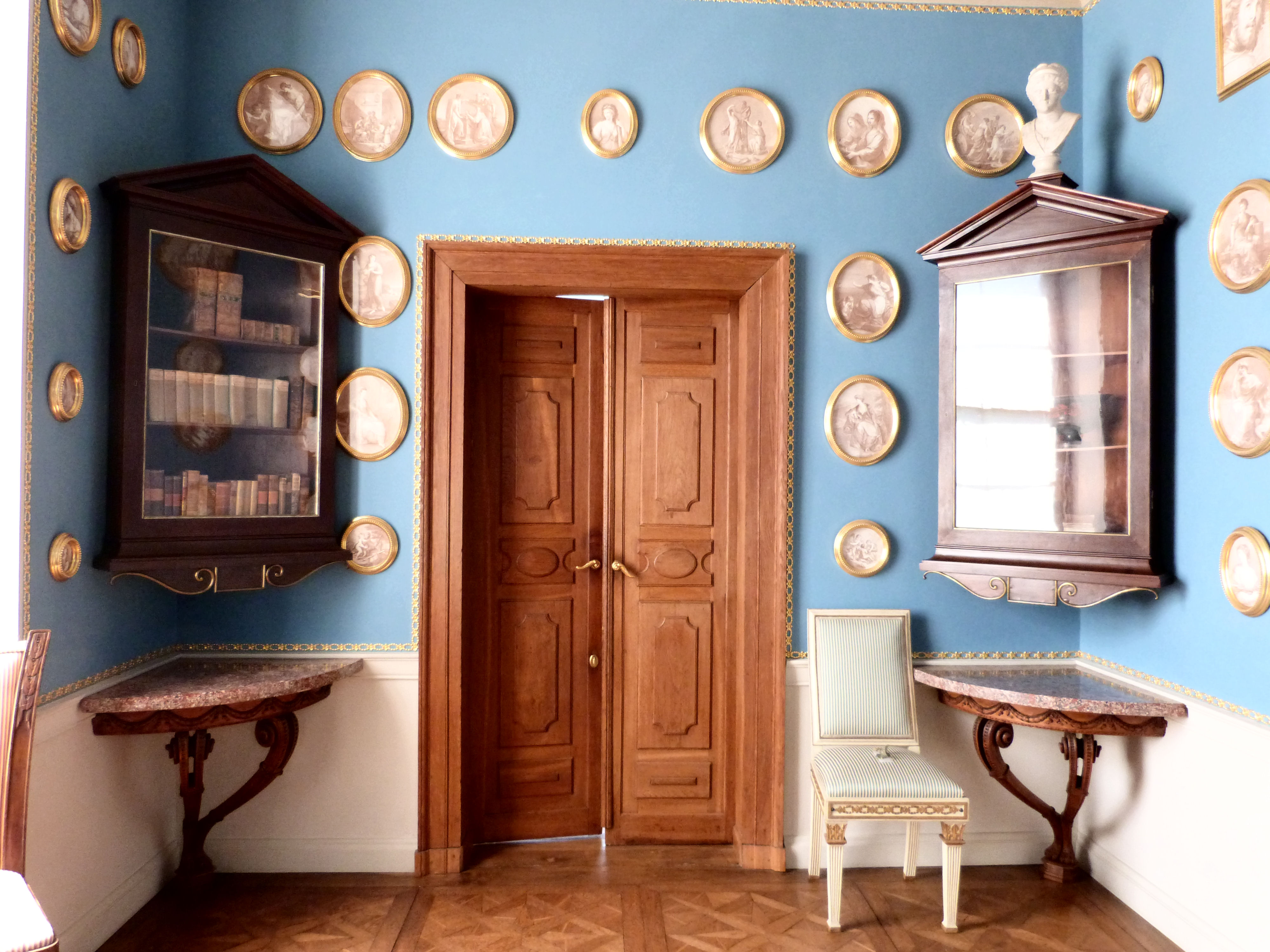
Bibliothek
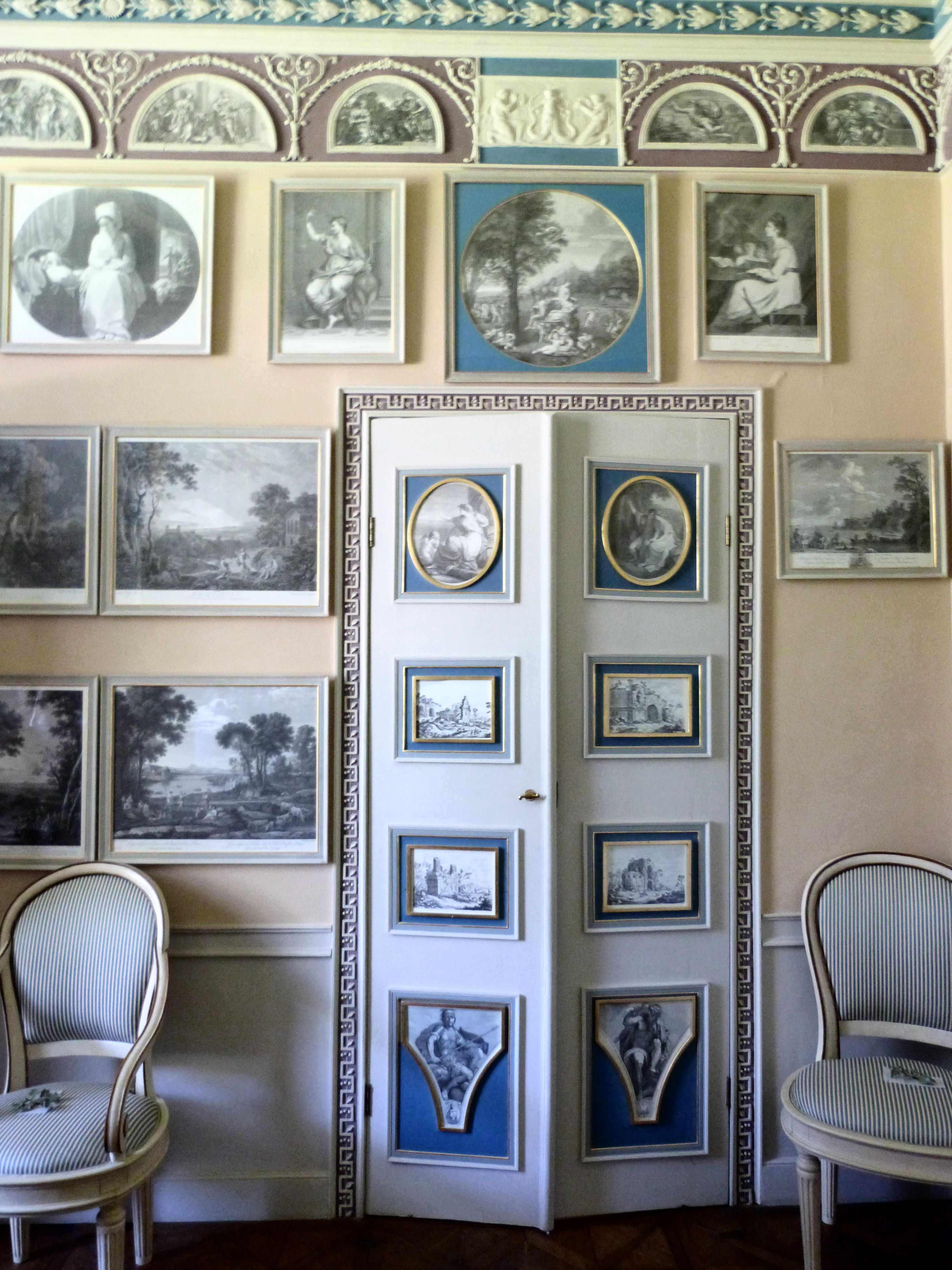
Graphisches Kabinett
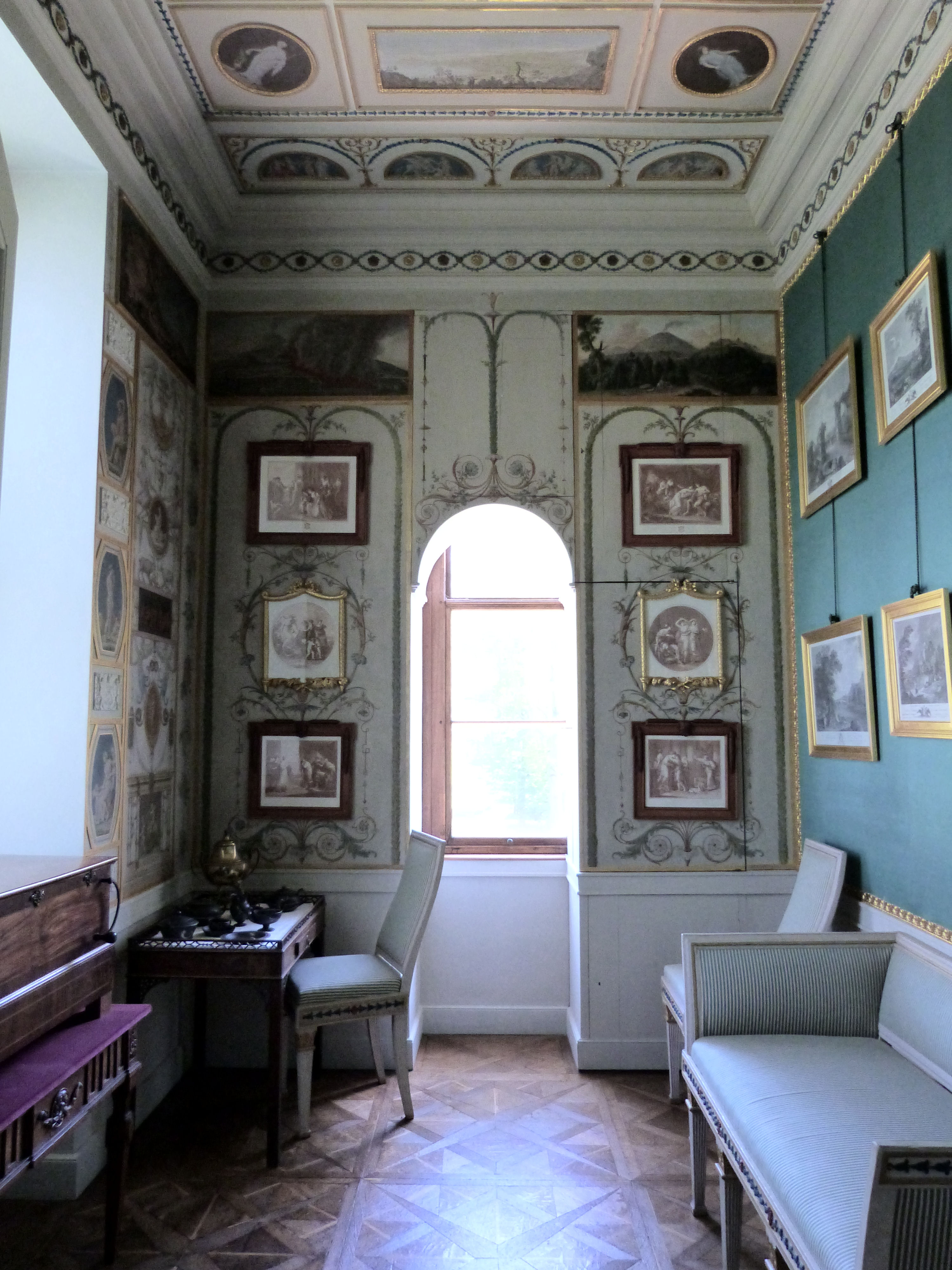
Pompejanisches Kabinett
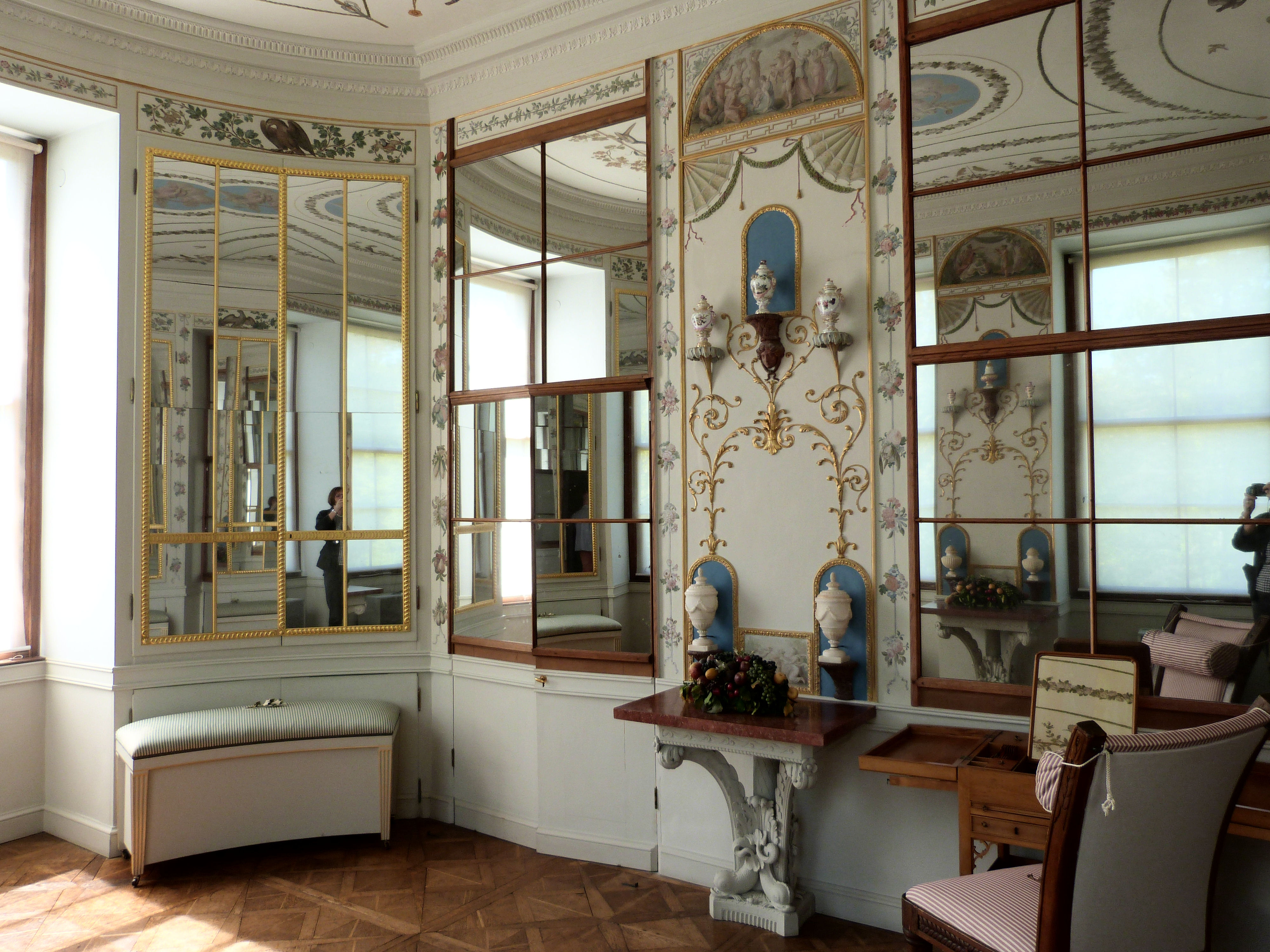
Spiegelkabinett
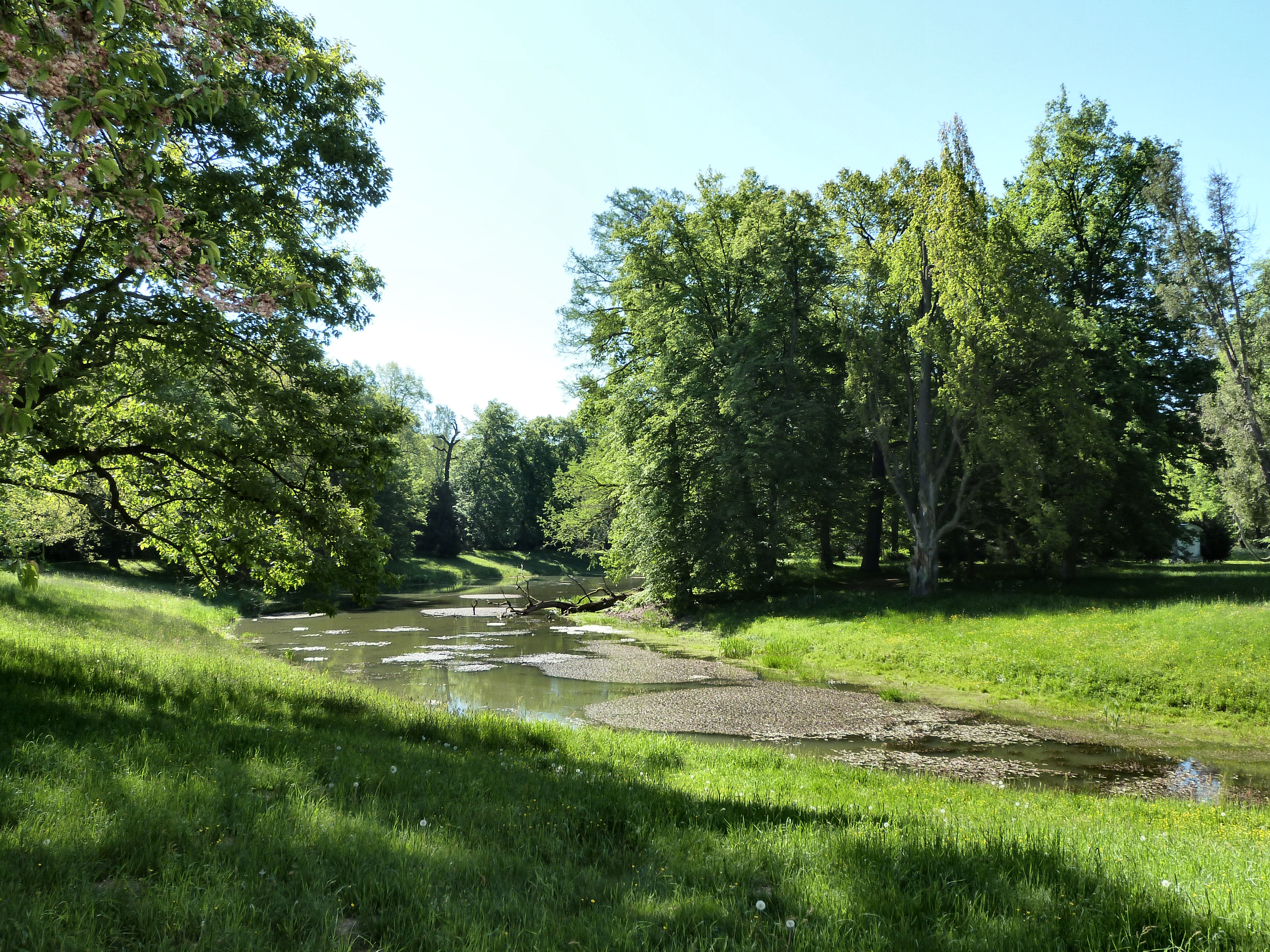
Parklandschaft
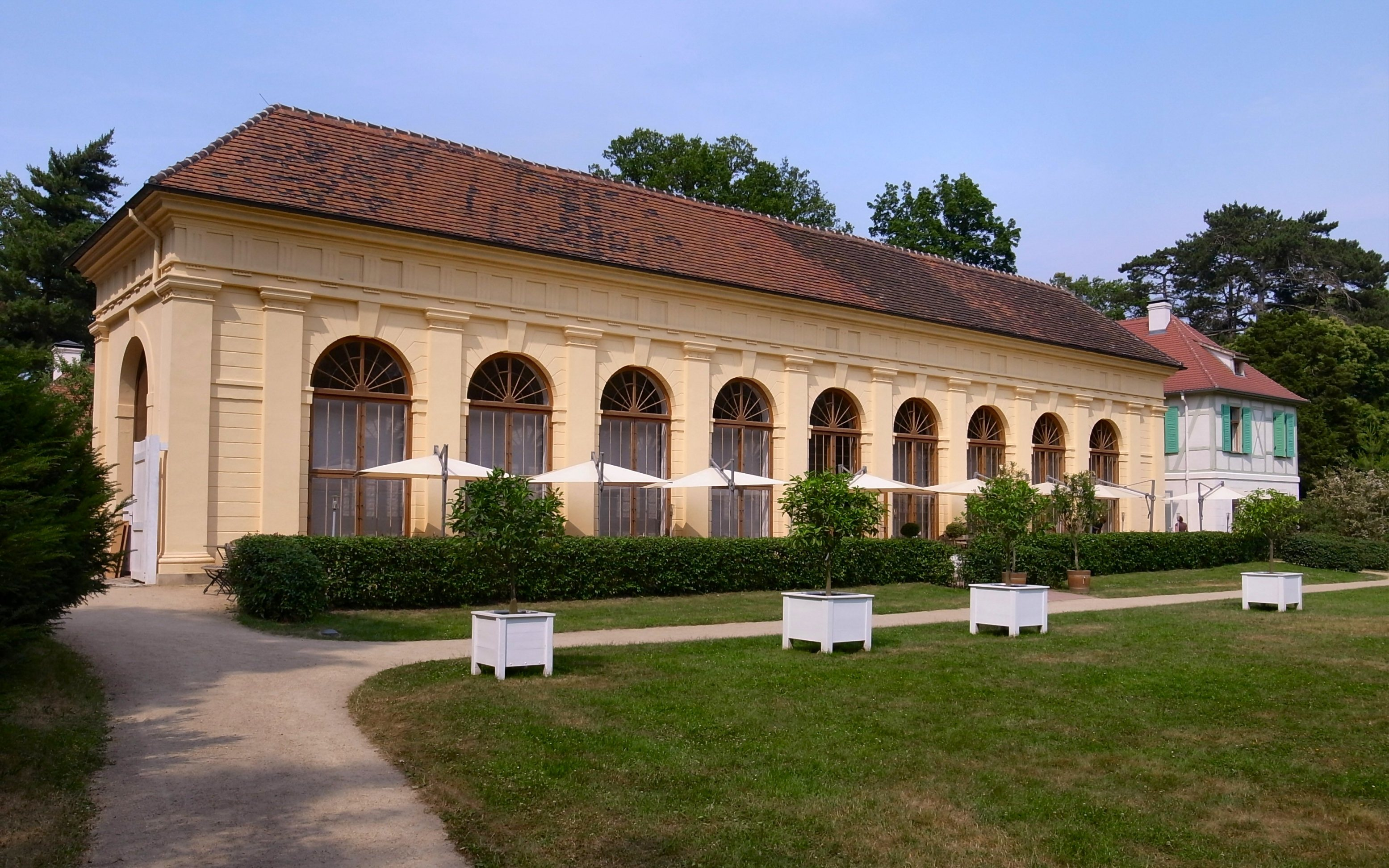
Orangerie
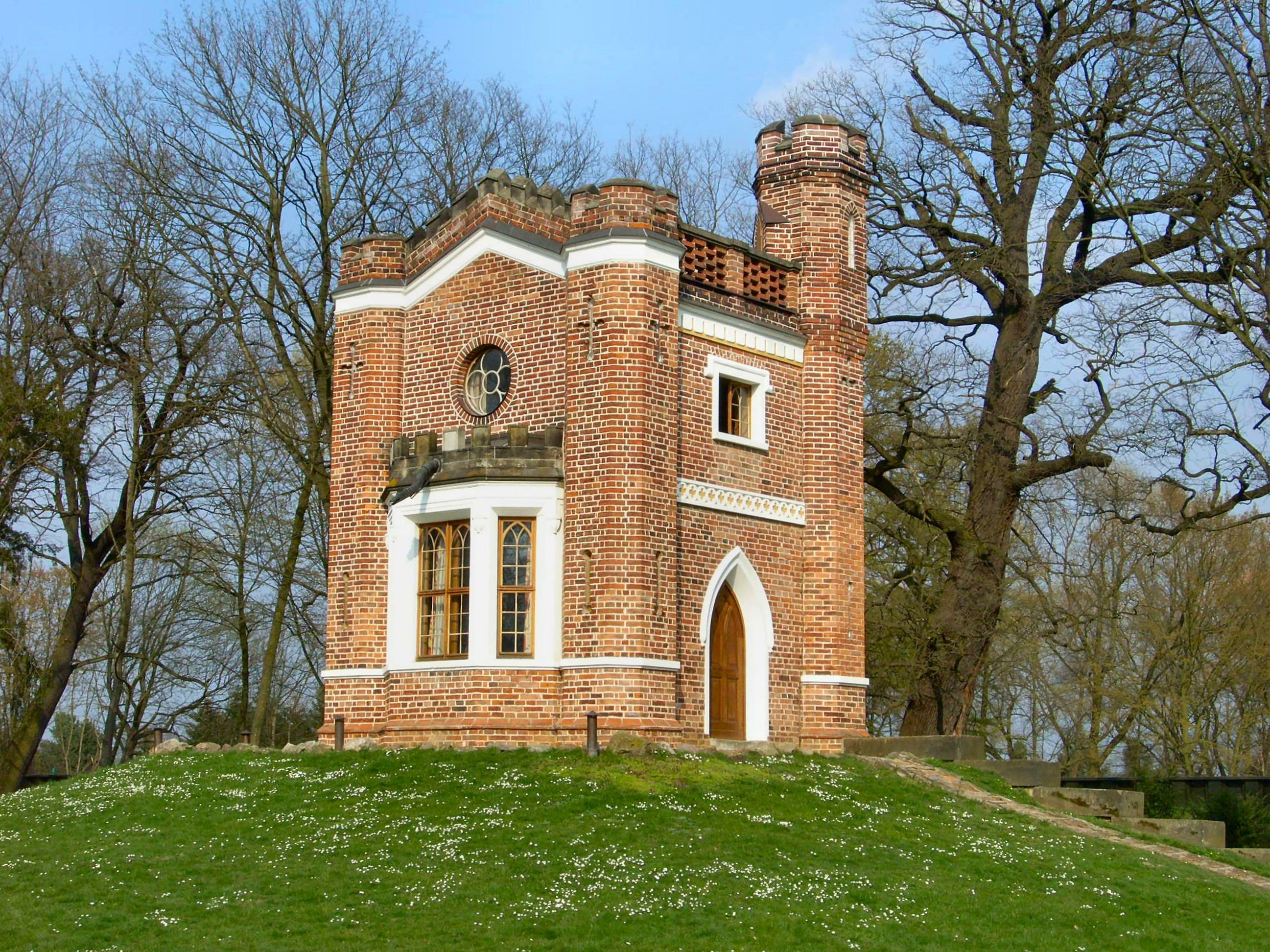
Schlangenhaus
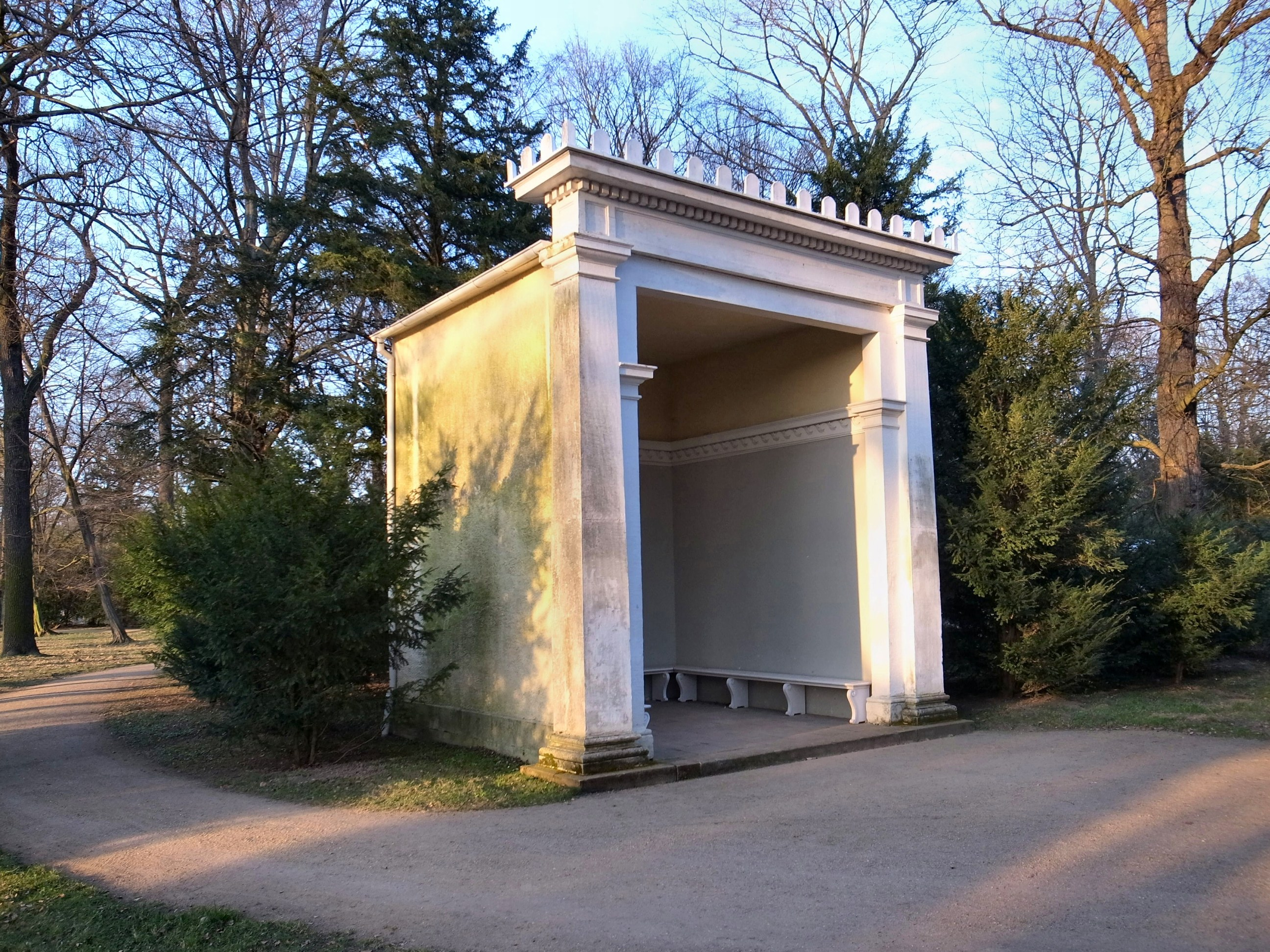
Blumengartenhaus
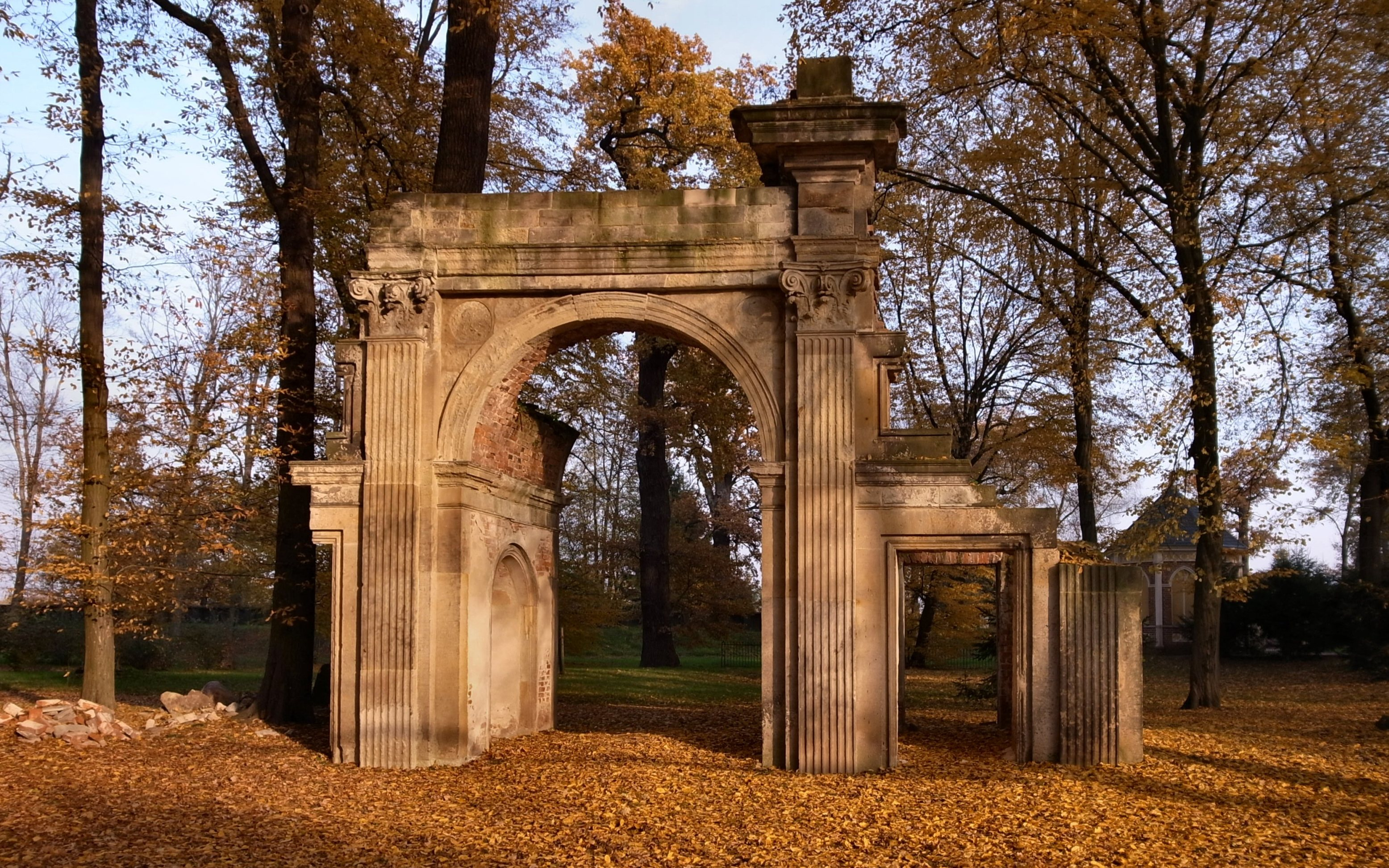
Römischer Ruinenbogen
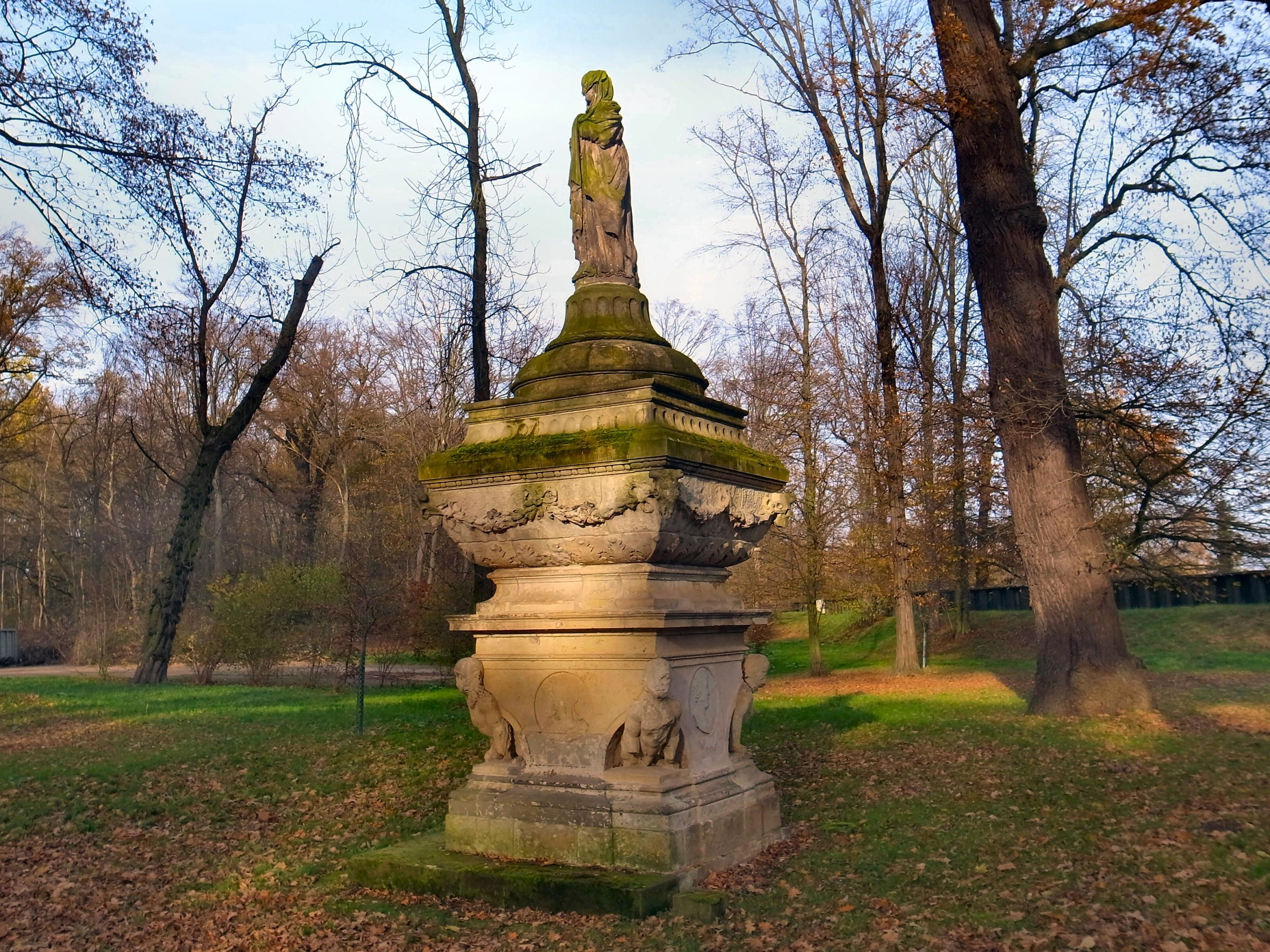
Das verschleierte Bild zu Sais
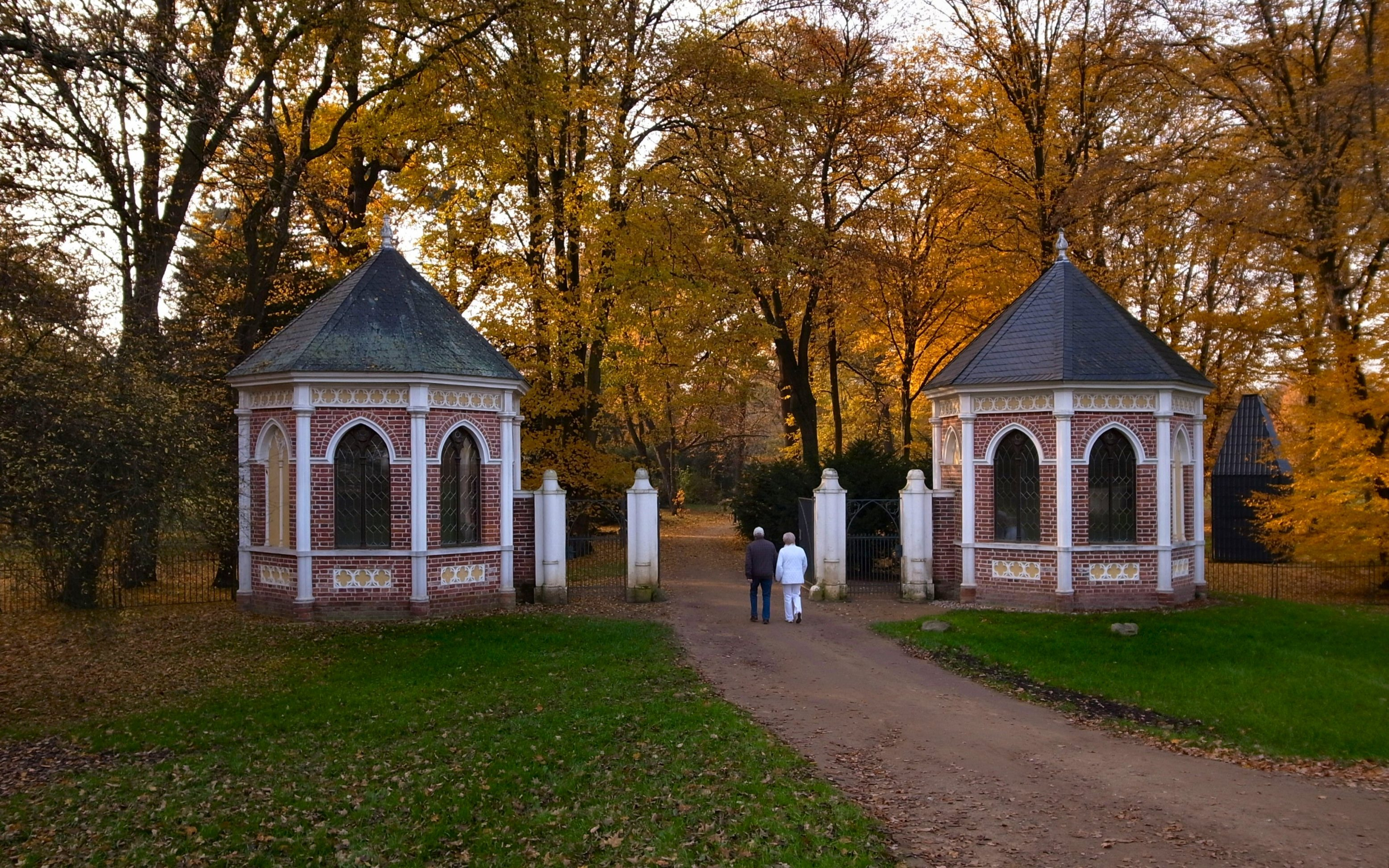
Torwärterhäuser am Osttor